# Jacob Corneliszoon van Neck
Jacob Corneliszoon van Neck   (Amsterdam, 1564 (Gregorià) - 8 de març de 1638), sovint escrit Jacob Cornelius van Neck, fou un oficial de marina i explorador neerlandès que va dirigir la segona expedició neerlandesa a Indonèsia entre 1598 i 1599.

## Primers anys
Van Neck va néixer en sí d'una família benestant d'Amsterdam i va rebre una formació completa. En tenir un origen comercial, no tenia experiència en navegació, per la qual cosa va haver de rebre unes classes addicionals en aquest àmbit.

## Segona expedició neerlandesa
Després de l'èxit de la primera expedició neerlandesa a Indonèsia el 1597, Van Neck va ser escollit per dirigir una segona expedició el 1598, amb el propòsit de portar cap als Països Baixos diverses espècies. El maig de 1598 va salpar del port de Texel amb vuit vaixells al seu comandament. El van acompanyar el vicealmirall Wybrand van Warwyck i el conegut explorador polar Jacob van Heemskerk. Seguint les instruccions de navegació escrites per Petrus Plancius, van progressar molt bé, arribant al cap de Bona Esperança en només tres mesos.

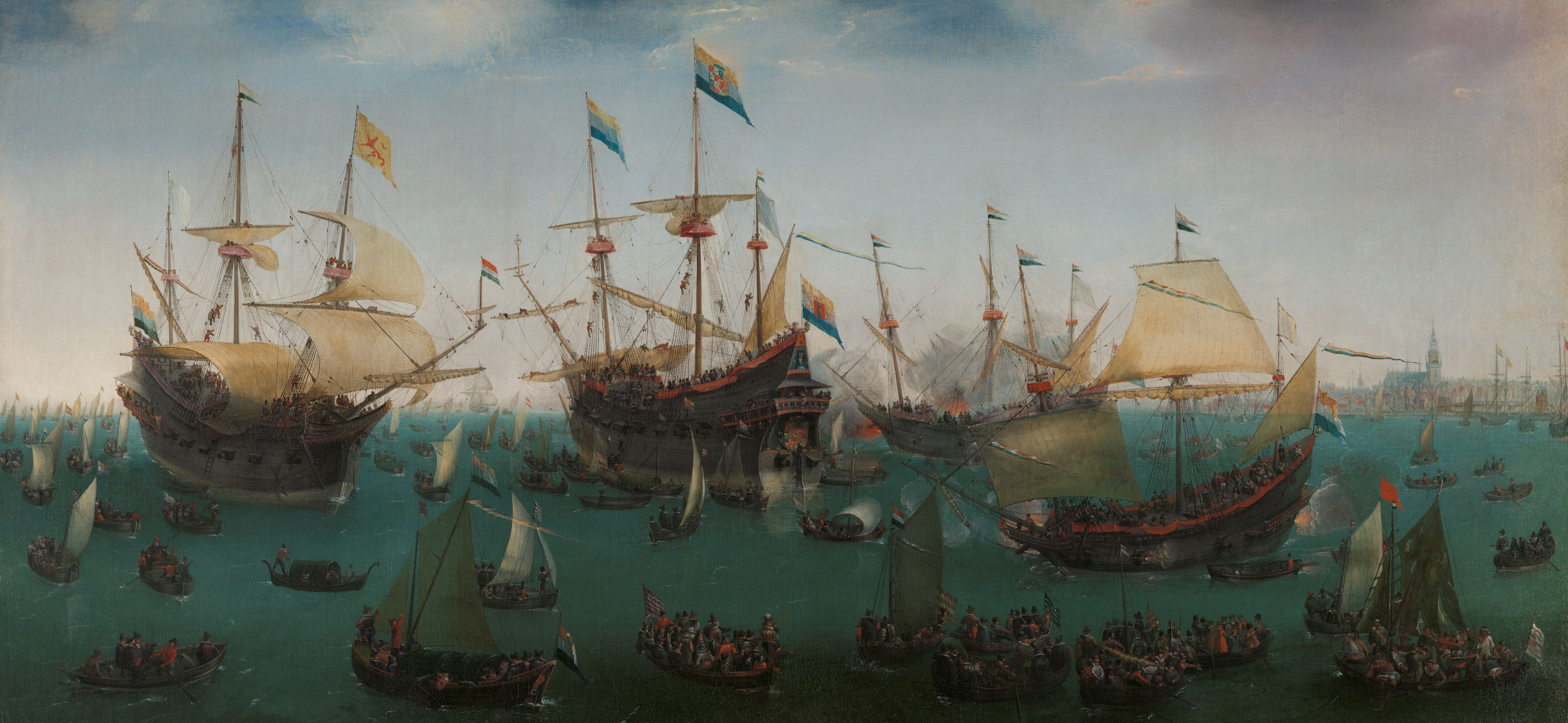
El viatge de tornada de 1599, per Hendrik Cornelisz Vroom

Poc després, fortes tempestes van separar Van Neck, amb tres vaixells, de la resta de la flota comandada per Warwyck. Neck va arribar a la costa est de Madagascar, on va proveir-se de nous subministraments, per continuar posteriorment el viatge cap a la ciutat indonèsia de Bantam. Hi va arribar el 25 de novembre de 1598, després de menys de set mesos de navegació. En un mes va omplir els seus tres vaixells d'espècies i el 31 de desembre la resta de la flota va arribar al port de Bantam. Van Neck va omplir un quart vaixell d'espècies, preparant-los per tornar a Amsterdam, mentre va enviar Warwyck i Heemskerck, amb els altres quatre vaixells, cap a l'est, per tal d'aconseguir més espècies. Van Neck va arribar a Amsterdam amb els quatre vaixells carregats d'espècies el juliol de 1599.
Va transportar gairebé un milió de lliures de pebre i clau, a més de mig vaixell ple de nou moscada i canyella. Els exploradors van ser rebuts amb tots els honors a la seva arribada a Amsterdam. Els comerciants que havien donat suport al viatge van recompensar Van Neck amb un vas d'or i la tripulació va rebre tot el vi que podia beure.
El viatge va ser un èxit enorme, i va suposar pels patrocinadors un benefici del 400% respecte la seva inversió.

## Vida posterior
Van Neck va fer una segona expedició a les Índies després del seu viatge de 1598, perdent tres dits mentre lluitava amb una flota hispano-portuguesa prop de Ternate. Com a conseqüència va deixar l'exploració i posteriorment acabaria sent alcalde d'Amsterdam i regidor i membre de dos col·legis d'almirantatge. Va morir el 8 de març de 1638.